# ازقان
در لغت‌نامه دهخدا آمده‌است رازقان قصبه‌ای است از توابع ساوه و همین طور است: رازقان در محلی که قبلاً مزرعه کرزارا بوده و از قنات میان کهریز، که الان لوله کشی شده، مشروب می‌شده‌است واقع شده‌است.
دربارهٔ اسم‌هایی مانند رازقان، میصیرقان، مینجیقان، مزلقان، قاراقان، چهرقان، ورزقان، دوخارقان و ...باید تحقیق کرد.

## کوه هاو رودها
در رازقان دو کوه معروف به نام‌های کیچیک داغ وبویوک داغ در کنار هم قراردارند که گردشگاه جوانان مخصوصاً در فصل بهارند. همین طور سه رود معروف به نام‌های کیچیک چای و بویوک چای و سیکمر چایی وجود دارد که پس از پیوستن کیچیک چای وبویوک چای به هم درجایی که الان پلی احداث شده‌است به سیکمر چایی می پیوندند.
رودهای بزرگ و کوچک از کوه‌های اینجی قارا سرچشمه می‌گیرند و در انتها زمین‌های خشکرود را سیراب می نمایند.

## روستاهای هم جوار رازقان
از جنوب و جنوب غربی بره موم، ازبیزان، چلسبان، از شمال عباس آباد و آجان  می‌باشند. در نزدیکی رازقان دهی وجود داشت به نام محمود آباد یا ینگی قالا که بعد از انقلاب اهالی این روستا جمیعا به رازقان مهاجرت کردند.

## دره‌های رازقان
باقورمشه دره سی، سوگوتلی دره سی، جان قورتاران دره سی، ایماملی دره سی، آت قاشی دره سی، کندر لی دره سی، قمیشلی دره سی، قیراخ دربند لر دره سی، بوسقی دره سی، ما قار دره سی

## قنات‌ها
قارقار، کمره کهریزی، سیکمر کهریزی، میان کهریز، کهک یا کالانا که خشک شده، ازنا و کهریزی

## چشمه‌ها
سوگوتلی، بویوک چومن، کیچیک چومن، خشم که لوله‌کشی شده به اداره جهاد کشاورزی
چشمه‌ای که اسوب خلج را آبیاری می‌کند

## پیر حیدر
محله‌ای است دیدنی که نگهداری آن جا در دست بلوبندی هاست ولی از تمام اکناف برای گذران اوقات فراغت به آن جا میروند مخصوصاً در فصل رسیدن توت چون درخت‌های توت منظره‌ای دیدنی به آن جا بخشیده است. پیر حیدر احتمالاً در زمان قاجاریه می زیسته است و در همان مزرعه دفن شده‌است بالای سر پیر حیدر کوه اردونشین یا اردوشون داغی قرار دارد که رازقانی‌ها و عباس آبادی‌ها مشترکاً برای چراندن دام‌ها یشان استفاده می‌کنند.